# Joe Gaetjens
Joe Gaetjens, teljes nevén Joseph Edouard Gaetjens (Port-au-Prince, 1924. március 19. – 1964. július 10.) haiti labdarúgó, csatár.

## Családja
Gaetjens német apától és haiti anyától született, már Haitin, 1924-ben. Apai felmenői még III. Frigyes Vilmos porosz király idején, üzleti megbízásból kerültek Haitira. A család nagyon sokáig nagyon gazdag volt, és bár a kis Joe születése idején már jócskán hanyatlott a gazdagságuk, még mindig a haiti elitbe tartoztak.
Joe Gaetjens születési anyakönyvi kivonatát a német nagykövetségen állították ki, arra az esetre, ha bármikor német állampolgárságot szeretne magának.

## Karrierje
Gaetjens Haitin kezdett el futballozni, az Étoile Haïtienne-ben, és már tizennégy évesen bemutatkozott a felnőttcsapatban. Hiába nyert két bajnoki címet is (1942, 1944), a labdarúgásból nem tudott megélni, ezért a haiti kormány ösztöndíjával a Columbia Egyetemen kezdett tanulni. Amikor az Egyesült Államokba került, a Brookhattan nevű csapatban folytatta a sportot, itt figyeltek fel rá az amerikai labdarúgás irányítói, és az akkori lazább szabályozás mellett lehetőségük nyílt arra is, hogy meghívják Gaetjenst az amerikai válogatottba.
A nemzeti csapattal részt vett az 1950-es vb-n is, ahol az amerikaiak mindhárom meccsén pályára lépett. Legemlékezetesebb meccsét az angolok ellen játszotta. A korabeli sportsajtó az angolokat tartotta az összecsapás toronymagas esélyesének, ezzel szemben az amerikaiak végül 1–0-ra győzni tudtak, a győztes találatot maga Gaetjens szerezte.
A világbajnokság után Franciaországba igazolt, ahol összesen négy évet töltött el két csapatban, a Racing de Paris-ban és az OAC-ban. Ezt követően hazatért, és első felnőttcsapatában, az Étoile-ban játszott még néhány évet, valamint lejátszott egy vb-selejtezőt Haiti színeiben Mexikó ellen.
1976-ban, csapattársaival együtt posztumusz bekerült az amerikai labdarúgó-hírességek csarnokába.

## Halála
Bár magát Gaetjenst nem érdekelte a politika, a család szoros kapcsolatban állt Louis Déjoie-val, aki 1957-ben elvesztette a választásokat François Duvalier-vel szemben. Hiába állt rokonságban a Gaetjens család Duvalier-vel is, a família sorsa végleg eldőlt akkor, amikor kiderült, hogy Joe testvérei puccsot szerveznek a kormány megdöntésére.
1964. július 8-án Duvalier örökös elnöknek nevezte ki magát, az egész Gaetjens család, kivéve Joe-t, elhagyta az országot. Joe Gaetjens úgy gondolta, hogy mivel ő csak egy sportoló, nem lesz fontos az ő személye Duvalier számára. Ennek ellenére még abban a hónapban letartóztatták és a Fort Dimanche-börtönbe vitték, ahol meggyilkolták. A holttestét soha nem találták meg.
Fia, Lesly 2010-ben könyvet írt apjáról The Shot Heard Around the World: The Joe Gaetjens Story címmel.